# Застава Мурманске области
Застава Мурманске области је званична застава руске територијалне јединице Мурманске област. Застава је усвојена 25. јуна 2004. године.

## Опис заставе
Застава Мурманске области је усвојена 25. јуна 2004. године и одобрена је од обласне Скупштине Законом о Застави Мурманске области, објављеном под № 491-01--ЗМО од 1. јула 2004. године. Опис заставе гласи:
Застава Мурманске области је правоугаона тканина односом ширине и дужине од 2:3, који се састоји од двије неједнаке хоризонталне траке: горње (4 дијела) - азурно плаве боје; и доње (1 дио) - црвене боје. На централном дијелу плавог поља налази се хералдички слика поларне свјетлости у златној боји, дужине једнаке ширини заставе, укупне ширине - 2/5 ширине заставе